# Wolfgang Rindler

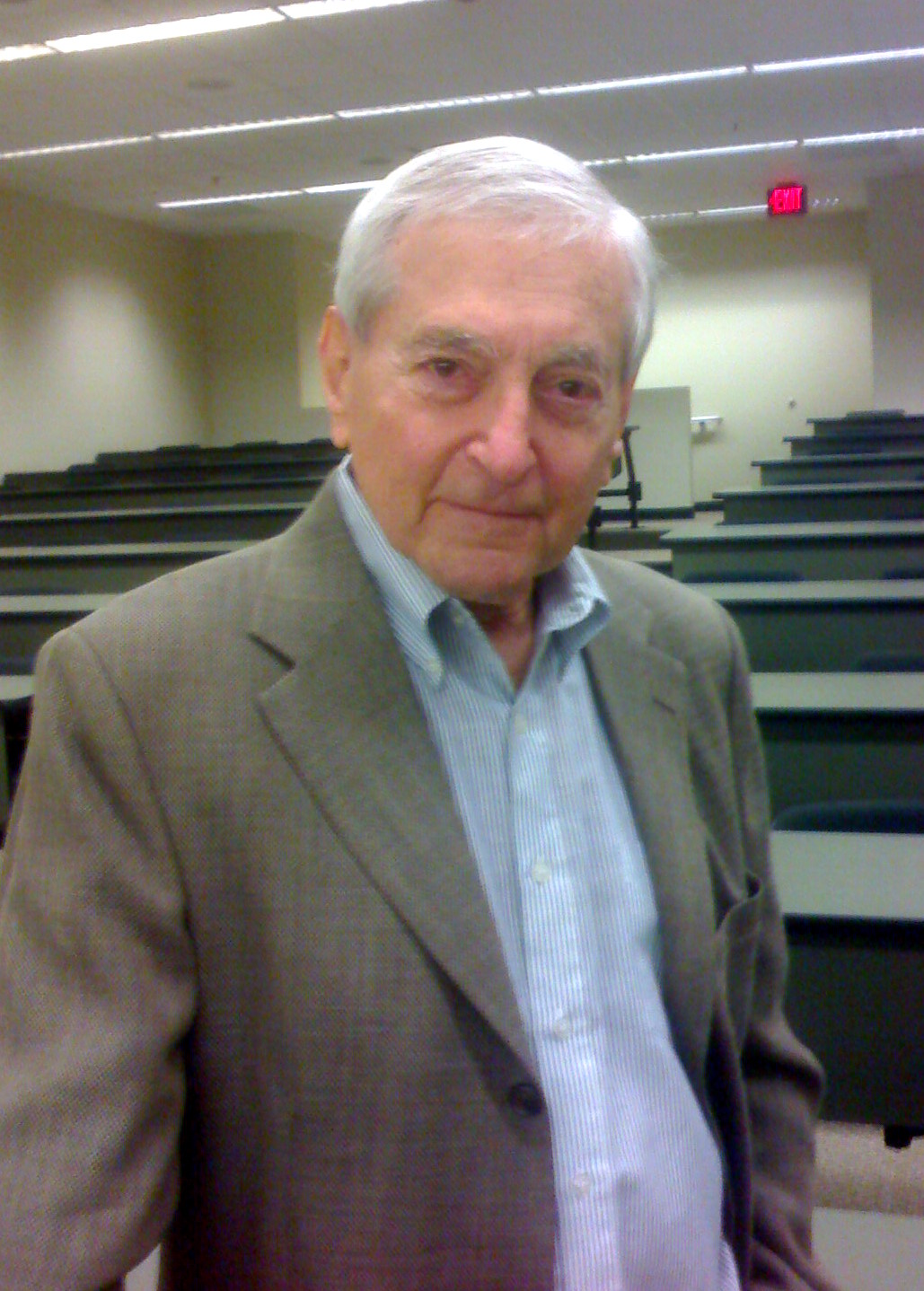
Wolfgang Rindler

Wolfgang Rindler (Vienna, 18 maggio 1924 – Dallas, 8 febbraio 2019) è stato un fisico austriaco naturalizzato britannico che lavorava nel campo della relatività generale, noto soprattutto per aver introdotto il termine "orizzonte degli eventi", per le coordinate di Rindler e (in collaborazione con Roger Penrose) per gli studi sugli spinori in relatività generale. Membro onorario dell'Accademia Austriaca delle Scienze e membro straniero dell'Accademia delle Scienze di Torino, fu anche un prolifico autore di libri di testo.

## Biografia
Nato a Vienna il 18 maggio 1924, Wolfgang Rindler era figlio di un avvocato. Nel 1938, sua madre riuscì a mandarlo in Inghilterra attraverso il programma di salvataggio Kindertransport per minori ebrei dalla Germania e dall'Austria. Conseguì la laurea all'Università di Liverpool e il suo dottorato di ricerca presso l'Imperial College di Londra . Dal 1956 al 1963 insegnò alla Cornell University.
Nel 1960 Oliver & Boyd e InterScience pubblicarono il suo primo libro sulla relatività ristretta. Il recensore Alfred Schild disse che si trattava di un "resoconto eccellente, chiaro e conciso" e "che forniva un solido equilibrio tra idee fisiche, formule analitiche e geometria dello spazio-tempo". (1966, seconda edizione)
Nel 1961 Rindler utilizzò la contrazione di Fitzgerald come punto di partenza del suo articolo "Paradosso della contrazione della lunghezza". Tale esperimento mentale è ora chiamato il paradosso della scala.
Nel settembre del 1963 fu assunto presso il neo-fondato Southwest Center for Advanced Studies, l'organizzazione di ricerca privata che nel 1969 divenne l'Università del Texas a Dallas, dove fu uno dei membri fondatori della facoltà. Lavorò all'UTD per il resto della sua carriera, diventando alla fine professore emerito. Fu anche visiting scholar presso il King's College di Londra per l'anno accademico 1961-1962, e presso l'Università La Sapienza di Roma per il 1968-1969.
Nel 1969 la Springer pubblicò la prima edizione del suo Essential Relativity: Special, General, and Cosmological. Tale libro di testo universitario fu lodato come un "approccio piacevolmente moderno al problema critico dell'insegnamento della teoria della relatività". Un altro recensore affermò che si trattava "semplicemente della migliore introduzione" e che era "piena di intuizioni favolose". Quando la seconda edizione apparve nel 1977, un recensore notò che il suo approccio "ricorda il celebre esame di Mach dei fondamenti della meccanica classica". D'altra parte, la seconda edizione "fornisce il minimo accenno ai nuovi sviluppi" (modelli di stelle di neutroni, in astronomia a raggi X, esplosioni di supernova e quasar). Successivamente, un altro recensore ne criticò per la scarsità di diagrammi, ma lodò il capitolo sulla cosmologia come "lirico, filosofico, ma tecnico".
Rindler fu poi visiting scholar all'Università di Vienna nel 1975 e nel 1987, e al Churchill College, della Cambridge University, nel 1990.
Nel 1982 la Oxford University Press pubblicò Introduction to Special Relativity, con una seconda edizione nel 1991. Un recensore notò che altri libri forniscono una migliore introduzione e una comprensione più intuitiva, ma che esso "dovrebbe fornire un utile riferimento per la maggior parte delle applicazioni della relatività speciale: cinematica, ottica, meccanica delle particelle, elettromagnetismo e meccanica dei continui".
Nel 1984 Roger Penrose e Rindler pubblicarono Spinors and Spacetime, volume 1, su "calcolo a due spinori e campi relativistici". Michał Helle scrisse che Spinors e Spacetime "è sia elementare che molto avanzato. Inizia da un livello quasi graduate ma presto, passo dopo passo, raggiunge i più alti standard della fisica matematica moderna."
Nel 2001 la Oxford University Press pubblicò Relativity: Special, General and Cosmological, con una seconda edizione nel 2006. Un recensore osservò "La sua scrittura è elegante, ma compatta e logicamente precisa". Rimase colpito dalla "discussione sulla struttura interna dei buchi neri analizzata prima con le coordinate di Schwarzschild, e poi con un magistrale utilizzo dell'estensione di Kruskal ".
Wolfgang Rindler è morto all'età di 94 anni l'8 febbraio 2019.